# Sistema nacional de senderos de los Estados Unidos

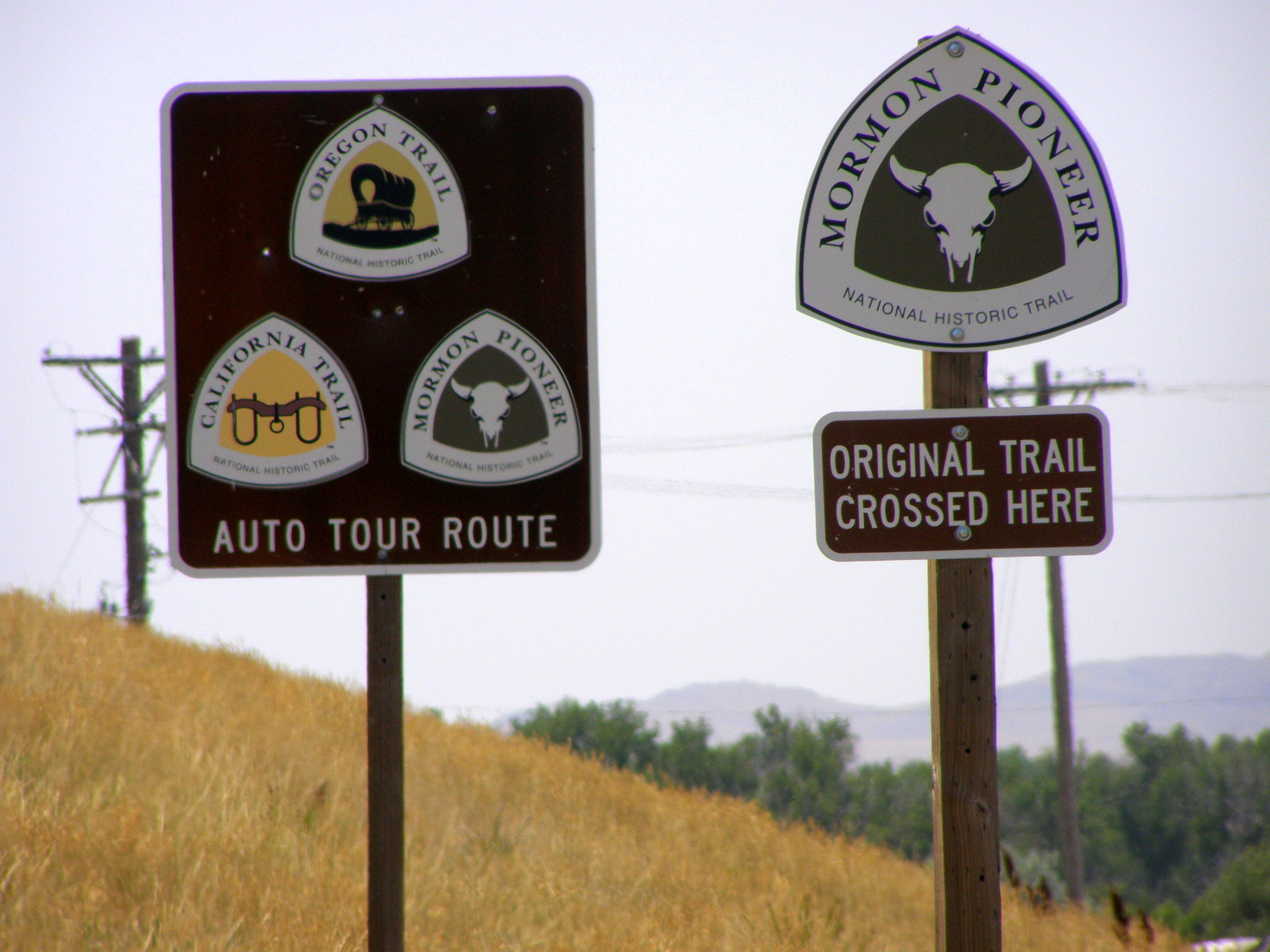
Señales usadas a lo largo de los senderos históricos y paisajísticos para marcar las carreteras y caminos modernos y puntos significativos.

El sistema nacional de senderos de los Estados Unidos (en inglés, National Trails System, NTS) es un sistema de áreas protegidas de los Estados Unidos que salvaguarda los senderos, caminos, rutas y carreteras consideradas de valor histórico, paisajístico o de recreo. En abril de 2009 había 30 unidades principales en el sistema —de las que 21 eran históricas y 9 paisajísticas— y más de mil recreativas. Solamente tres de esas unidades forman parte del Servicio de Parques Nacionales (el sendero de los Apalaches, el sendero Natchez Trace y el sendero Potomac Heritage).

## Historia
El sistema nacional de senderos fue creado por la «Ley del sistema nacional de senderos» de 1968 («National Trails System Act»). Esta ley estableció una serie de senderos o caminos para promover la conservación, con acceso público, de la posibilidad de viajar por el interior y disfrutar y apreciar las actividades al aire libre, las áreas abiertas y los recursos históricos de la nación. En concreto, la ley autorizó el establecimiento de tres tipos de senderos: 
- sendero paisajístico nacional («National Scenic Trails», NST);
- sendero de recreo nacional («National Recreation Trails», NRT);
- sendero de conexión y secundario («connecting and side trails»).

La propia Ley de 1968 estableció los primeros dos senderos paisajísticos nacionales —el sendero de los Apalaches y el sendero de las crestas del Pacífico— y solicitó que otras catorce rutas fueran estudiadas para su posible inclusión. 
En 1978, como resultado del estudio de los senderos que fueron más importantes por sus implicaciones históricas, se añadió una cuarta categoría de senderos: el sendero histórico nacional («National Historic Trails»). Desde 1968, más de cuarenta rutas han sido estudiadas para su inclusión en el sistema y de ellas treinta han sido declaradas parte del sistema. En 2009, el Sistema Nacional de Senderos constaba de once senderos nacionales paisajísticos, diecinueve senderos históricos, más de un millar de recreo y dos senderos de conexión, con una longitud total de más de 80.000 kilómetros (50.000 millas). Muchos de estos senderos permiten, además de la práctica del senderismo, la realización de cabalgadas y acampadas. 
Como el Congreso de Estados Unidos estableció que debían de ser senderos de larga distancia, cada uno es administrado por un organismo federal: bien el Bureau of Land Management (BLM), el Servicio Forestal («Forest Service») o el Servicio de Parques Nacionales (NPS). Además, dos de los senderos son administrados conjuntamente por el BLM y el NPS. En ocasiones, estas agencias adquieren tierras para proteger sitios claves, recursos y miradores o lugares con vistas panorámicas. También con frecuencia trabajan en asociación con los estados, los gobiernos locales, empresas propietarias de tierras o terratenientes privados, para proteger las tierras y las estructuras a lo largo de estos senderos, permitiendo que sean accesibles al público. Los senderos recreativos y los de conexión no requieren la acción del Congreso, sino que son establecidos por el Secretario del Interior o el Secretario de Agricultura. 

## Senderos paisajísticos nacionales
Los senderos paisajísticos nacionales («National Scenic Trails») se establecieron para proporcionar acceso a la espectacular belleza natural y permitir el sano ejercicio del recreo al aire libre. El sistema proporciona acceso a la cresta de los montes Apalaches en el este (sendero de los Apalaches); a las Montañas Rocosas en el oeste (sendero de la divisoria continental de las Américas); a la sutil belleza de los humedales meridionales de la Costa del Golfo (sendero de Florida); y a recorrer los Bosques del Norte desde Nueva York a Minnesota (Sendero del Norte). Once senderos pueden llevar a algunos de los lugares más pintorescos en los Estados Unidos.

## Senderos históricos nacionales
Los senderos históricos nacionales («National Historic Trails») son designados para proteger los restos de importantes rutas terrestres que reflejan la historia de la nación. Representan los primeros viajes por todo el continente de Juan Bautista de Anza (Juan Bautista de Anza National Historic Trail), la lucha por la independencia del país (Overmountain Victory National Historic Trail); la épica de las migraciones (ruta Mormón y senda de Oregón); el desarrollo del comercio continental (camino de Santa Fe); y también conmemoran las dificultades de los indígenas norteamericanos (sendero de Lágrimas). Hay 19 rutas históricas, donde se puede caminar en las huellas de la historia.

## Anexo: Senderos nacionales de los Estados Unidos
|    |        |        |       | Nombre                        | Nombre                                                            |           | Estados que atraviesa                                                                  | Estados que atraviesa                                                           | Longitud |
|    |        | Imagen | Fecha | Español                       | Inglés                                                            | Agencia   |                                                                                        |                                                                                 | (km)     |
| 01 | NST 01 |        | 1968  | Sendero de los Apalaches      | Appalachian National Scenic Trail                                 | NPS       | Georgia Carolina del Norte Tennessee Virginia Virginia Occidental Maryland Pensilvania | Nueva York Connecticut Massachusetts Nueva Jersey Vermont Nuevo Hampshire Maine | 3500     |
| 02 | NST 02 |        | 1968  | Sendero Cresta del Pacífico   | Pacific Crest National Scenic Trail                               | USDA-FS   | California Oregón Washington                                                           |                                                                                 | 4260     |
| 03 | NST 03 |        | 1978  |                               | Continental Divide National Scenic Trail                          | USDA-FS   | Montana Idaho Wyoming                                                                  | Colorado Nuevo México                                                           | 5000     |
| 04 | NHT 01 |        | 1978  | Senda de Oregón               | Oregon National Historic Trail                                    | NPS       | Oregón Idaho Wyoming                                                                   | Kansas Misuri Nebraska                                                          | 3490     |
| 05 | NHT 02 |        | 1978  | Ruta Mormón                   | Mormon Pioneer National Historic Trail                            | NPS       | Illinois Iowa Nebraska                                                                 | Utah Wyoming                                                                    | 2100     |
| 06 | NHT 03 |        | 1978  | Expedición de Lewis y Clark   | Lewis and Clark National Historic Trail                           | NPS       | Illinois Misuri Kansas Iowa Nebraska Dakota del Sur                                    | Dakota del Norte Montana Idaho Oregón Washington                                | 6000     |
| 07 | NHT 04 |        | 1978  |                               | Iditarod National Historic Trail                                  | BLM       | Alaska                                                                                 |                                                                                 | 3780     |
| 08 | NST 04 |        | 1980  |                               | North Country National Scenic Trail                               | NPS       | Nueva York Pensilvania Ohio Míchigan                                                   | Wisconsin Minnesota Dakota del Norte                                            | 7403     |
| 09 | NHT 05 |        | 1980  |                               | Overmountain Victory National Historic Trail                      | NPS       | Virginia Tennessee Carolina del Norte                                                  |                                                                                 | 443      |
| 10 | NST 05 |        | 1980  |                               | Ice Age National Scenic Trail                                     | NPS       | Wisconsin                                                                              |                                                                                 | 1900     |
| 11 | NST 06 |        | 1983  |                               | Florida National Scenic Trail                                     | USDA-FS   | Florida                                                                                |                                                                                 | 2300     |
| 12 | NST 07 |        | 1983  |                               | Potomac Heritage National Scenic Trail                            | NPS       | Pensilvania Virginia Maryland Washington D. C.                                         |                                                                                 | 1125     |
| 13 | NST 08 |        | 1983  |                               | Natchez Trace National Scenic Trail                               | NPS       | Alabama Misisipi Tennessee                                                             |                                                                                 | 1120     |
| 14 | NHT 06 |        | 1986  |                               | Nez Perce (Nee-Mo-Poo) National Historic Trail                    | USDA-FS   | Montana Wyoming Idaho Oregón                                                           |                                                                                 | 1880     |
| 15 | NHT 07 |        | 1987  | Camino de Santa Fe            | Santa Fe National Historic Trail                                  | NPS       | Misuri Kansas Nuevo México                                                             | Colorado Oklahoma                                                               | 1936     |
| 16 | NHT 08 |        | 1987  | Sendero de Lágrimas           | Trail of Tears National Historic Trail                            | NPS       | Alabama Arkansas Georgia Kentucky                                                      | Misuri Carolina del Norte Oklahoma                                              | 3500     |
| 17 | NHT 09 |        | 1990  |                               | Juan Bautista de Anza National Historic Trail                     | NPS       | California Arizona                                                                     |                                                                                 | 1900     |
| 18 | NHT 10 |        | 1992  | Ruta de California            | California National Historic Trail                                | NPS       | Wyoming Idaho Utah                                                                     | Nevada California Oregón                                                        | 9117     |
| 19 | NHT 11 |        | 1992  | Pony Express                  | Pony Express National Historic Trail                              | NPS       | Misuri Kansas Nebraska Wyoming                                                         | Utah Nevada California                                                          | 3164     |
| 20 | NHT 12 |        | 1996  |                               | Selma To Montgomery National Historic Trail                       | NPS       | Alabama                                                                                |                                                                                 | 87       |
| 21 | NHT 13 |        | 2000  | Camino Real de Tierra Adentro | El Camino Real de Tierra Adentro National Historic Trail          | NPS & BLM | Texas Nuevo México                                                                     |                                                                                 | 650      |
| 22 | NHT 14 |        | 2000  |                               | Ala Kahakai National Historic Trail                               | NPS       | Hawái                                                                                  |                                                                                 | 282      |
| 23 | NHT 15 |        | 2002  | Viejo Sendero Español         | Old Spanish National Historic Trail                               | NPS & BLM | Nuevo México Colorado Utah                                                             | Nevada California                                                               | 4300     |
| 24 | NHT 16 |        | 2004  | Camino Real de los Tejas      | Camino Real de los Tejas National Historic Trail                  | NPS       | Luisiana Texas                                                                         |                                                                                 | 4150     |
| 25 | NHT 17 |        | 2006  |                               | Captain John Smith Chesapeake National Historic Trail             | NPS       | Delaware Maryland Virginia Washington D. C.                                            |                                                                                 | 4800     |
| 26 | NHT 18 |        | 2008  |                               | Star-Spangled Banner National Historic Trail                      | NPS       | Maryland Virginia Washington D. C.                                                     |                                                                                 | 470      |
| 27 | NST 09 |        | 2009  |                               | Arizona National Scenic Trail                                     | USDA-FS   | Arizona                                                                                |                                                                                 | 1225     |
| 28 | NST 10 |        | 2009  |                               | New England National Scenic Trail                                 | NPS       | Misisipi Nuevo Hampshire                                                               |                                                                                 | 305      |
| 29 | NHT 19 |        | 2009  |                               | Washington-Rochambeau Revolutionary Route National Historic Trail | NPS       |                                                                                        |                                                                                 | 3250     |
| 30 | NST 11 |        | 2009  |                               | Pacific Northwest National Scenic Trail                           | USDA-FS   |                                                                                        |                                                                                 | 1930     |